# Instituto y Jardín Botánico de la Universidad de Parma

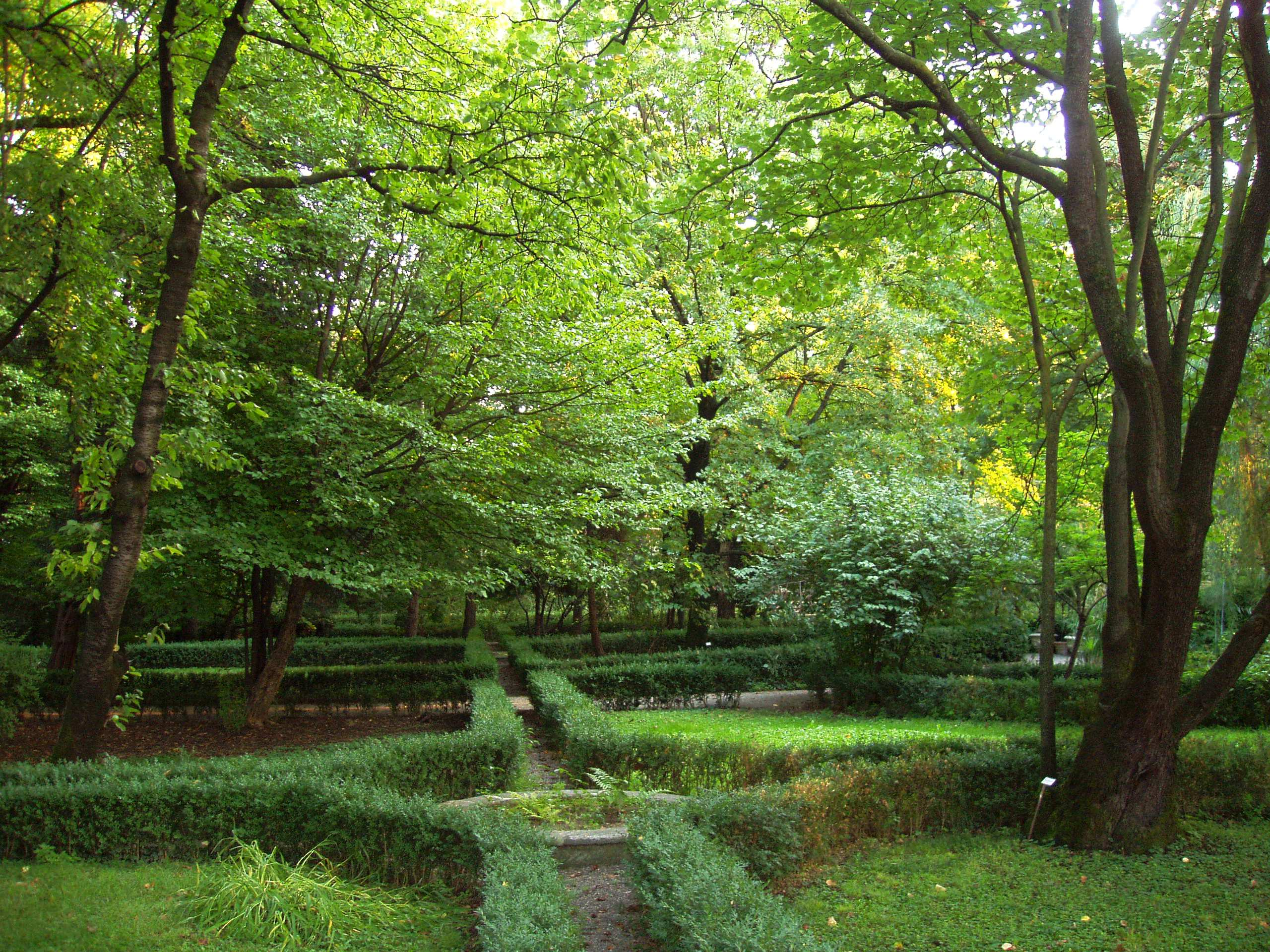
Vista del jardín botánico de Parma.

El Instituto y Jardín Botánico de la Universidad de Parma (en italiano: Istituto e Orto Botanico Universita di Parma o también conocido como Orto botanico di Parma) es un jardín botánico de 11,500 m² de extensión, administrado por la Universidad de Parma, que se encuentra en Parma, Italia. Es miembro del BGCI, y su código de reconocimiento internacional como institución botánica, así como las siglas de su herbario es PARMA.

## Localización
Se ubica en el centro histórico de Parma en via Farini, 90 (angolo con stradone "Martiri della Libertà").
Istituto e Orto Botanico Universita di Parma Dipartimento di Biologia Evolutiva e Funzionale, Universitá, Parco Area delle Scienze 11/A I-43100 P Parma, Provincia de Parma, Emilia-Romagna, Italia.44°48′15.84″N 10°19′56.9994″E / 44.8044000, 10.332499833
Está abierto al público los martes y los jueves, sin pago de tarifa de entrada.

## Historia
Este jardín tiene sus antecedentes en el antiguo "Orto dei Semplici" (Jardín de los Simples) fundado en  1630 por el duque Ranuccio Farnese, en el que se cultivaron plantas medicinales.
El primer director fue el abad Pompilio Tagliaferri, a quién sucedió Lorenzo Porta (1639), Antonio Bacigalue y el conde Ponticelli, quién ocupó la cátedra de botánica hasta 1768.
La actual estructura se levantó por voluntad de Giambattista Guatteri, titular en 1769 de la cátedra de Botánica en la Universidad. Los invernaderos se hicieron en 1793 de un diseño por el arquitecto de la corte Ennemond Petitot, en sustitución de las naves rudimentarias existentes.
 
En el siglo XIX fue mejorado en gran medida por Giorgio Jan, que fue el director desde 1817 a 1842.

## Colecciones
El área verde central ha conservado el aspecto de jardín italiano del siglo XVIII.
- El arboreto creado entre los siglos XVIII y el XIX ocupa la parte oriental y presenta numerosas especies raras, en la parte occidental se ha diseñado un jardín paisajista inglés, y en todos ellos respetando el carácter ecológico experimental más que el paisajista. Reúne árboles maduros incluyendo ginkgo, Magnolias, Pinus nigra subsp. laricio, Pistia stratiotes, Ulmus campestris, Quercus robur, Platanus hybrida, Platanus occidentalis, Populus tremuloides, y Ulmus campestris.
- Plantas Alpinas,
- Invernaderos con uno de plantas de los desiertos con plantas suculentas. Otro invernadero de plantas tropicales y subtropicales, con orquídeas, Bromeliaceae, epífitas, y frutas tropicales; entre las especies Dracaena fragrans, Ficus elastica, Ficus benjamina, Monstera deliciosa, Tamarindus indica, Theobroma cacao, etc.,
- Colección de plantas acuáticas incluyendo Acorus calamus, Butomus umbellatus, Caltha palustris, Cyperus papyrus, Eichornia crassipes, Elodea canadensis, Iris pseudacorus, Lemna minor, Nymphaea alba, Pistia stratiotes, Eichornia crassipes, y Sagittaria sagittifolia.